# Clarence Augustus Seignoret
Clarence Henry Augustus Seignoret (Roseau, 25 de febrero de 1919 - ib., 5 de mayo de 2002) fue un político dominiqués que se desempeñó como tercer Presidente de Dominica.

## Biografía
Nacido en Roseau, capital de la isla, estudió en Dominica Grammar School y en Santa Lucía y trabajó de funcionario en Dominica desde 1936. De 1958 a 1960 estudió derecho internacional en la Universidad de Oxford. A su regreso a Dominica retomó su carrera de funcionario, en diversas ocasiones como Primer Secretario del Gabinete y sustituto del Presidente.
Fue elegido por el Parlamento como Presidente de Dominica en 1983 y reelegido en 1988, terminando su mandato en 1993.
En 1966 recibió la Orden del Imperio Británico y en 1985 la Gran Cruz de la Orden del Baño. Desde 1992 era caballero de la Orden de Malta.
| Predecesor: Aurelius Marie | Presidente de Dominica 1983 - 1993 | Sucesor: Crispin Sorhaindo |